# Tablado (Degaña)
Tablado (Trabáu en asturiano y oficialmente) es una parroquia situada en la sierra del Tablado de la que le viene el nombre en el concejo de Degaña, Principado de Asturias. El pueblo de Tablado pertenece a la Comarca de los Cunqueiros y alberga una población de 36 habitantes.